# 凍える牙
『凍える牙』（こごえるきば）は、乃南アサによる日本の小説である。
新潮社のレーベルである"新潮ミステリー倶楽部"の収録作として、書下ろしで刊行された。

## 概要
第115回（1996年上半期）直木三十五賞を受賞した。同回にノミネートされていた作品の中では、下馬評の高かった浅田次郎の『蒼穹の昴』が本命視されたが、津本陽・渡辺淳一・平岩弓枝などの欠点を指摘する選考委員も少なくなく、本作も「推理小説」としては欠陥があると阿刀田高・渡辺淳一・平岩弓枝・五木寛之らから指摘されたものの、黒岩重吾・津本陽・田辺聖子・井上ひさしなどからは男女2人の刑事の関係性の描写力が高く評価され、受賞に至った。
2001年には天海祐希主演で、2010年には木村佳乃主演でそれぞれドラマ化、2012年には韓国でソン・ガンホ、イ・ナヨン主演で映画化された。

## あらすじ
深夜のファミリーレストランで、客の男性の体が突如発火、炎上し死亡した。被害者の左足首には、犬に咬まれた様な咬み痕が残されていた。助けを求めていたことから、自殺の可能性は消され、捜査本部が組まれる。
機動捜査隊の刑事・音道貴子は、中年刑事の滝沢と組み捜査に当たるが、犬に噛み殺される事件が相次いで起こる。そして、捜査線上に浮かんだのは、「疾風（はやて）」と名づけられたウルフドッグだった。

## 登場人物
音道 貴子（おとみち たかこ）
警視庁刑事部第3機動捜査隊立川分駐所の刑事。身長166cm。交通警察官を経て刑事になった。26歳の時、白バイ講習のため通っていた朝霞の訓練所で知り合った交通警察官と結婚したが、4年半で離婚した。愛車はXJR1200。
滝沢 保（たきざわ たもつ）
警視庁立川中央署刑事課強行犯捜査係の部長刑事。刑事歴15年。ずんぐりした中年男。女を信じず、貴子と組むことが決まってからは憮然とした態度で接し続けたが、次第に認めていく。周囲から良妻と思われていた妻は滝沢と3人の子を置いて逃げてしまった。

## テレビドラマ

### 2001年（NHK版）
2001年6月23日にHVサスペンス作品としてNHK BShiで、同年11月26日にNHK総合で放映された。
キャスト
- 音道貴子 - 天海祐希
- 滝沢保 - 大地康雄
- 反町刑事 - 光石研
- 金井刑事 - 山田辰夫
- 小川将則 - 木下ほうか
- 船津信夫 - 豊原功補
- 畑山専務 - 鶴田忍
- 綿貫厚人 - 本田博太郎
- 脇田課長 - 渡辺哲
- 高木勝弘 - 秋野太作
- 高木笑子 - 川越美和
- 貴子の母（声） - 左時枝
- 佐久間（犬の輸入会社代表）- 神山繁
- 訓練士（埼玉県の警察犬訓練士） - 武野功雄
- 熊田（火災のあったビルのカフェバーの店主） - 佐戸井けん太
- 警視庁訓練士- モロ師岡

主題歌
- 山本美絵「最終折り返し地点」（作詞：山本美絵、作曲：katsunori、編曲：西川進）

スタッフ
- 原作：乃南アサ
- 脚本：坂上かつえ
- 演出：猪崎宣昭
- 制作統括：一柳邦久、土屋秀夫、竹内豊
- プロデューサー：佐藤丈
- 音楽：中村幸代
- 美術：稲垣尚夫
- 撮影：東原三郎
- 音声：三澤武徳
- 照明：大石弘一
- 編集：松竹利郎
- 記録：國米美子
- 音響効果：橋本正二
- 共同制作：NHKエンタープライズ21、アミューズ
- 制作著作：NHK

### 2010年（テレビ朝日版）
2010年1月30日 21:00 - 23:06、テレビ朝日系列で『女刑事・音道貴子～凍える牙』のタイトルで放映された。視聴率は16.8%であった。
キャスト
- 音道貴子 - 木村佳乃
- 滝沢保 - 橋爪功
- 宮川卓 - 布施博
- 反町刑事 - 平山浩行
- 山下刑事 - 田宮五郎
- 金井刑事 - 菅田俊
- 八代刑事 - 菅原大吉
- 菅原琢磨 - 猪狩賢二
- 高木笑子 - 小川奈那
- 滝沢花子 - 七菜香
- ユメカ - 前田健
- 永橋 - 西沢仁太
- 元村 - 増田修一朗
- 木崎昌代 - 山内明日
- 松島検視官 - 谷口高史
- 鷺沼事務局長 - 金田明夫
- 小川将則 - 大高洋夫
- 船津信夫 - 勝野洋
- 高木勝弘 - 内藤剛志
- 庵原照子 - 草村礼子
- 音道静恵 - 高林由紀子
- 綿貫厚人 - 小野武彦
- 畑山専務 - 津川雅彦

スタッフ
- 脚本 - 佐伯俊道
- 監督 - 藤田明二
- 音楽 - 鈴木ヤスヨシ
- スタントコーディネイト - 中村健人
- バイクスタント - 大谷奈津江
- ロケ協力 - 滋賀ロケーションオフィス、京都市ロケーション・ヘルプ・デスク、京都バス、同志社大学 ほか
- プロダクション協力 - 東映太秦映画村
- 企画協力 - 新潮社
- 企画 - 五十嵐文郎、手塚治
- プロデューサー - 藤本一彦、河瀬光、横塚孝弘
- 制作 - テレビ朝日、東映

## 映画
ハウリング（ハングル: 하울링）のタイトルで韓国にて映画化、同国内では2012年2月に公開された。日本では同年9月に公開された。
キャスト
- チョ・サンギル　 - ソン・ガンホ
- チャ・ウニョン　 - イ・ナヨン
- ソ班長　　　　　 - シン・ジョングン
- ク・ヨンチョル　 - イ・ソンミン
- キム・ギョンス　 - イム・ヒョンソン
- チャン・ビョング - チョン・ジン
- イ・ギナム　　　 - チャン・イノ
- カン・ミョンホ　 - チョ・ヨンジン

スタッフ
- 監督・脚本 - ユ・ハ